# Kambodžské království (1431–1863)
Kambodžské království (khmersky ព្រះរាជាណាចក្រកម្ពុជា) v 15. až 19. století byl stát v Jihovýchodní Asii, který vznikl po pádu khmérské říše a předcházel francouzskému protektorátu založenému 11. srpna 1863. Toto dlouhé období 1431–1863 je v dějinách Kambodži označováno jako post-Angkorské období, „temný věk Kambodže“ nebo také Střední období, vyznačuje se nedostatkem domácích a dobových pramenů (dostupné informace pochází jen z cizích záznamů) a mezerami v historii. V tomto období se zastavila výstavba a údržba velké chrámové architektury včetně kamenná epigrafie, která byla v chrámech. V khmérském období to byly jediné spolehlivé záznamy o dějinách říše. Ve 13. století je již tato praxe stala vzácností a ve třetí dekádě 14. století mizí úplně. Pro 15. století existují jen zahraniční prameny – především čínské anály Ming š’-lu a nejstarší královská kronika Ajutthajského království. Po více než 200 let neexistují žádné záznamy, které by alespoň zmiňovaly jména tehdejších králů. Předpokládá se, že kambodžské království v tomto období existovalo, byť na mnohem menším území než stará khmérská říše. Oproti staré říši je Kambodža zcela buddhistickým královstvím. Zdroje ze 16. století jsou častější, ale stále pocházejí z oblastí mimo Kambodžu.
Za definitivní pád khmerské říše se považuje siamské dobytí hlavního khmérského města Jasódharapura (Angkor Thom) roku 1431 a útěk posledního krále Ponhea Jata z Angkoru. Nezdá se však, že by hlavní příčinou úpadku říše byl tlak Siamu, byla patrně již předtím značně oslabena. Khmérům se sice podařilo ztracené území dobýt zpět, ale celá oblast Angkoru zůstala vylidněná a město bylo zapomenuto. Na ztrátu hlavního města reagovali jeho přesunutím jižněji, nejprve do města Phnompenh a posléze Longvek. Oblast byla vůči útokům zranitelnější, ale umožňovala zapojení do námořního obchodu. Roku 1594 Siamci dobyli také Longvek a Kambodžané zopakovali svůj starší postup – posunuli hlavní město zase o kus dále, roku 1601 založili Oudong, a znovu vybudovali obchodně úspěšný stát.

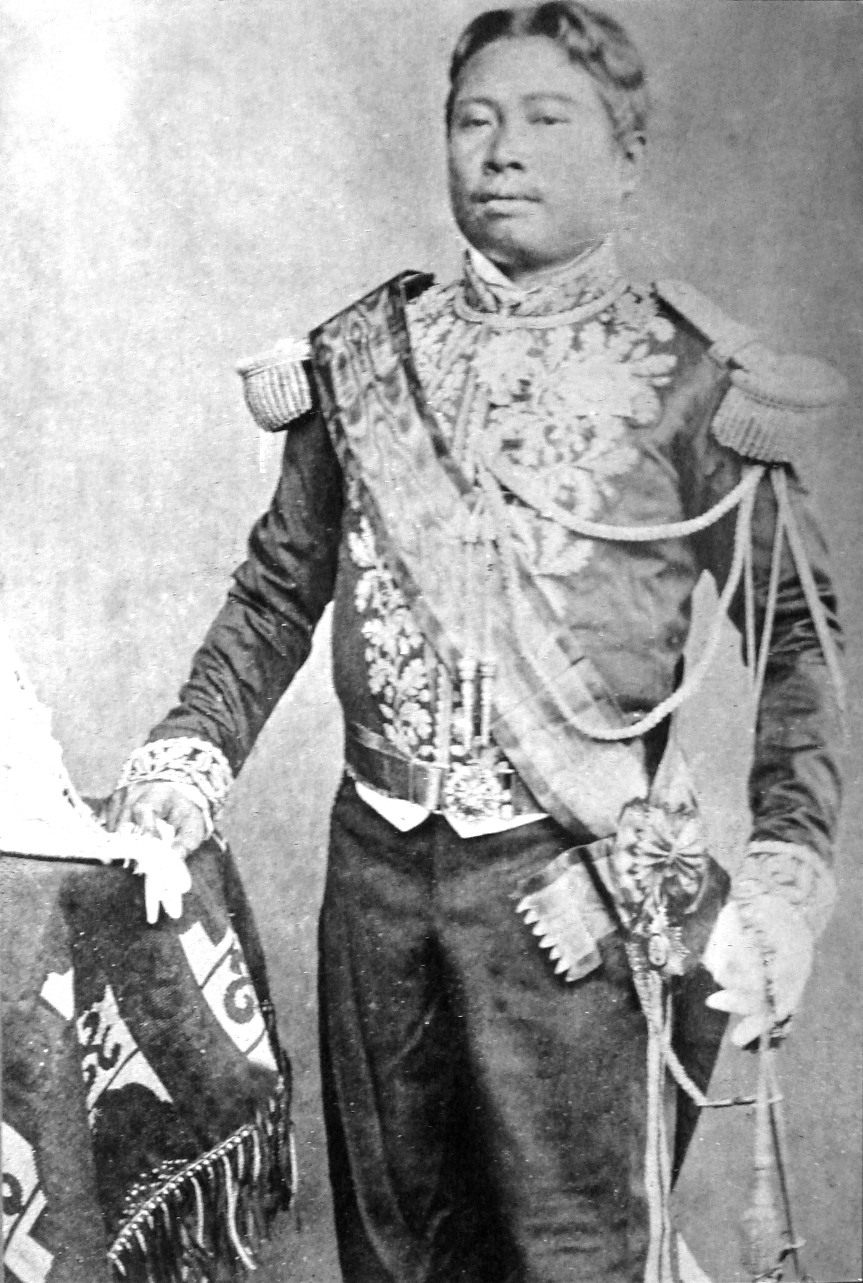
Král Norodom

V 17. století Vietnamci zabrali oblast delty Mekongu a Kambodža tak definitivně ztratila přístup k moři a hlavním obchodním trasám. Kambodža se pod vlivem těchto ztrát octla v závislém vazalském postavení vůči oběma říším. Útoky ze strany Siamu i Vietnamu však neustaly. Král Norodom Prohmbarirak uzavřel s koloniální velmocí 11. srpna 1863 smlouvu o francouzském protektorátu, která z něj učinila de facto zachránce Kambodže. Původní smlouva ponechala kambodžskou suverenitu nedotčenou, ale francouzská kontrola se postupně zvyšovala. O několik let později, v roce 1887, se Kambodža stala součástí Francouzské Indočíny.